# 北墅水库
北墅水库，位于中华人民共和国山东省青岛市莱西市南墅镇，大沽河支流小沽河中上游， 流域面积301平方千米，总库容3990万立方米，兴利库容2237万立方米，有效灌溉面积5万亩。 水库于1970年4月开工，1974年10月竣工。水库大坝系粘土心墙砂壳坝，心墙由粘土和粘壤工筑成，坝顶高程118.08m，最大坝高20.2m，坝顶宽8.6m，坝长648m。